# 梅里姆·茹马纳扎罗娃
梅里姆·茹马纳扎罗娃（1999年11月9日—）是吉尔吉斯斯坦运动员（自由式摔跤），2020年东京奥运会铜牌得主，世界冠军（2021年），世界杯冠军（2020年），亚洲和亚运会冠军锦标赛。吉尔吉斯共和国自由式摔跤国际级体育硕士。吉尔吉斯斯坦历史上第一位获得奥运会奖牌的女性。